# 塞莱罗什 (布拉加)
塞莱罗什是葡萄牙布拉加区的一个堂区。总面积2.36平方公里，总人口6000人，人口密度2542.4人/平方公里。